# Окинские буряты
Оки́нские буря́ты (бур. Ахын буряадууд) — территориальная группа в составе бурятского этноса.
Живут в юго-восточной части Восточного Саяна, в Окинском районе Бурятии. Населяют долины верхнего течения Оки и её притоков Сенцы, Тиссы, Диби, Хойто-Оки и др.

## Родоплеменной состав
В состав окинских бурят входят такие малые племена, как боолдой, шуртху, шуранхан, моотонго, тэртэ, даланча, шоошхой, нойод, долоонгууд, донгод, хойхо (хойго, hойhо), хоршод (хорчид), саган, булга, муртэн, шонорог, махарог, уляаба, сойот, иркит, хаасут, онхот. Окинские тэртэ включают в свой состав следующие подроды: даланша, долоонгууд, ноёд, шоошхой, донгойд (донгод).
Основу окинских бурят составляют осколки тункинско-закаменских племён, не входящих в состав большого племени хонгодоров. Хонгодорские роды боолдой, шуртху, шуранхан, моотонго являются этнической общностью среди окинских бурят.
Особняком стоят племена, которые ещё в XIX веке были двуязычными и наряду с бурятским языком пользовались тюркскими саянскими наречиями — сойоты, иркиты, хаасуты и онхоты. По переписи населения 2002 года сойоты впервые определены как отдельная народность. В 2006 году распоряжением правительства Российской Федерации они включены в список коренных малых народов России.